# (2140) Kemerovo
(2140) Kemerovo ist ein Asteroid des äußeren Hauptgürtels, der von der sowjetischen Astronomin Ljudmila Tschernych am 3. August 1970 am Krim-Observatorium in Nautschnyj (IAU-Code 095) entdeckt wurde. Unbestätigte Sichtungen des Asteroiden hatte es vorher schon mehrere gegeben: zum Beispiel am 12. Januar 1926 unter der vorläufigen Bezeichnung 1926 AJ an der Hamburger Sternwarte in Bergedorf, am 26. November 1940 (1940 WB) am französischen Observatoire de Nice und am 28. Januar 1952 (1952 BH1) am McDonald-Observatorium in Texas.
Der mittlere Durchmesser des Asteroiden wurde mithilfe des Wide-Field Infrared Survey Explorers (WISE) mit 34,539 (±0,128) km berechnet. Mit einer Albedo von 0,06 ist die Oberfläche recht dunkel. Die Rotationsperiode wurde am Observatoire de Genève (Sternwarte Genf) gemessen – im August 2001 von Laurent Bernasconi und Olivier Thizy und dann erneut im Juli 2006 von René Roy, die Lichtkurven reichten jedoch nicht zu einer Bestimmung aus.
(2140) Kemerovo wurde am 8. Februar 1982 nach Kemerowo benannt, einer russischen Stadt im Westen Sibiriens.